# 渋谷文久
渋谷 文久（しぶや ふみひさ、1938年3月5日 - 2017年3月28日）は、日本の政治家。神奈川県議会議員（公明党、神奈川県保土ケ谷区選出）。
1994年12月新進党結成で参議院非改選11人と地方議会3200人で分党の公明結成に参加し藤井富雄代表の下で党幹事長に就任。
1997年幹事長を退任（後任に鶴岡洋が内定）。
2003年政界引退。地盤を小野寺慎一郎に譲る。
2017年3月28日に、肺炎で死去。